# تاریخ بولیوی
تاریخ کشور بولیوی به پنج بخش تقسیم می‌شود که عبارتند از:
- دوران استعمار
- جمهوری و ناپایداری اقتصادی
- پیدایش جنبش انقلابی ملی گرایان
- دولتهای نظامی: کارسیا مزا و سیلز زوازو
- سانچزدی لوزادا و بانزر: آزاد کردن اقتصاد

## دوران استعمار
در دورانی که این کشور مستعمره اسپانیا بود، «بالا دست پرو» یا «کارکاس» نامیده می‌شد و تحت اختیار نایب‌السلطنه لیما بود. دولت محلی از آئودینسیا دی کارکاس از چوکوئیساکا به وجود آمد. (لاپلاتا _؛ سوکره مدرن) معادن نقره بولیوی ثروت زیادی برای امپراتوری اسپانیا فراهم می‌کرد. جریان ثابتی که بردگان محلی به‌عنوان نیروی کار، خدمت می‌کردند. با تضعیف اختیارات سلطنتی اسپانیا در طول جنگ‌های ناپلئون، اعتراضات علیه استعمار افزایش یافت.

## جمهوری و ناپایداری اقتصادی (۱۸۰۹)
استقلال بولیوی در سال ۱۸۰۹ اعلام شد، ولی ۱۶ سال طول کشید تا جمهوری بولیوی تأسیس شود. در تاریخ ۶ اوت ۱۸۲۵ این کشور به نام سیمون بولیوار نام‌گذاری شد.
این کشور در سال ۱۸۳۶، بولیوی تحت فرمان مارشال آندرس دی سانتا کروز به پرو حمله کرد و رئیس جمهور عزل شده، ژنرال لویس اوربگوسو را دوباره به قدرت بازگرداند. پرو و بولیوی، کنفدراسیون بولیوی _ پروئی را تشکیل دادند و دی سانتاکروز را «اولین حامی» این کنفدراسیون خواندند. پس از ایجاد تنش بین این کنفدراسیون و شیلی، در تاریخ ۲۸ دسامبر ۱۸۳۶ علیه شیلی اعلان جنگ شد. آرژانتین به عنوان هم پیمان شیلی، در تاریخ ۹ مه ۱۸۳۷ علیه کنفدراسیون اعلان جنگ کرد.
نیروهای بولیویایی-پروئی پیروزی‌های بزرگی همچون شکست قوای اعزامی آرژانتین و شکست قوای اولیه شیلی در عرصه نبرد پائوسارپاتا یه دست آوردند. در آن نبرد عهدنامه پائوسارپاتا با مضمون تسلیم بی‌قید و شرط ارتش شورشیان شیلی و پرو به امضای طرفین رسید. عهدنامه تضمین می‌کرد که نیروهای شیلی از پرو و بولیوی عقب نشینی کنند و کشتی‌های ضبط شده کنفدراسیون برگشت داده شوند، شرایط اقتصادی به حالت معمولی برگردد و کنفدراسیون وام پرو را به شیلی بازپرداخت کند. بیحالتی در مفاد عهدنامه دولت را مجبور کرد تا آن را لغو کند. دولت شیلی قوای ثانویه را تشکیل داد و به کنفدراسیون پرو-بولیوی حمله کرد و کنفدراسیون را در میدان نبرد جنگ یونگای |یونگای با استفاده از همان سلاح‌هایی که سانتاکروز به آن‌ها اجازه نگهداری داده بود، شکست داد. پس از این شکست، سانتاکروز به اکوادور فرار کرد و کنفدراسیون پرو-بولیوی منحل شد.
پس از استقلال پرو، ژنرال گامارا رئیس‌جمهور پرو به بولیوی حمله کرد تا هر دو کشور را به کشور واحدی تحت پرچم پرو تبدیل کند. ارتش پرو در جنگ اینگاوی در ۲۰ نوامبر ۱۸۴۱، شکست خورد و ژنرال گامارا نیز کشته شد. سپس ارتش بولیوی به رهبری ژنرال حوزه بالیویان، استراتژی حمله را پیش گرفت تا بندر آمریکا در پرو را تصاحب کند. پس از مدتی، طرفین در سال ۱۸۴۲ قرار داد صلح امضاء کردند و به جنگ پایان دادند.
به خاطر ناپایداری سیاسی و اقتصادی در اوایل و اواسط قرن نوزده، نقاط ضعف بولیوی در جنگ اقیانوس آرام مشخص شد، (۱۸۷۹-۸۳) و بولیوی دسترسی اش را به دریا و زمین‌های غنی از نیترات مجاور و بندر آنتوفاگاستا به شیلی از دست داد. پس از استقلال، بولیوی نیمی از اراضی خود را جنگ‌های مختلف به کشورهای همسایه واگذار کرد. بولیوی همچنین استان آکدرا (که به خاطر تولید رزین لاستیک معروف بود) با اعمال فشار از طرف برزیل در سال ۱۹۰۳ از دست داد. (ببینید عهدنامه پتروپلیس)
افزایش جهانی قیمت نقره باعث موفقیت نسبی بولیوی و پایداری سیاسی در اواخر سال‌های ۱۸۰۰ میلادی شد. در اوایل قرن بیستم، قلع جانشین نقره به‌عنوان منبع درآمدزایی کشور شد. توالی دولت‌ها که توسط نخبگان اجتماعی و اقتصادی کنترل می‌شدند باعث پیگیری سیاست‌های اقتصاد آزاد و کاپیتالیسم درسی سال اول قرن بیستم گردید.
شرایط زندگی مردم بومی که قسمت عمده جمعیت را تشکیل می‌دادند، اسفناک بود. اجبار به کار در شرایط بروی در معادن و وضعیت فئودال در استان‌های بزرگ منجر به عدم دسترسی به تحصیلات، موقعیت‌های اقتصادی و مشارکت سیاسی مردم می‌شد. شکست بولیوی از پاراگوئه در جنگ چاکو (۱۹۳۲-۳۵) باعث بازگشت به شرایط به پیشین گردید.

## پیدایش جنبش انقلابی ملی گرایان (۱۹۵۱)
جنبش انقلابی ملی گرایان |MNR) به‌عنوان یک حزب مبتنی بر عموم ظهور کرد. با وجود پذیرفته نشدن پیروزی آن‌ها در انتخابات ریاست جمهوری ۱۹۵۱، MNR انقلاب موفقیت‌آمیز ۱۹۵۲ را رهبری کرد. با رهبری رئیس‌جمهور، ویکتور پاز استنسورو، و حمایت حزب MNR حق رأی جهانی را به عرصه سیاسی خود اضافه کرد و آموزش و تحصیلات را در شهرهای کوچک ترویج داد و معادن بزرگ قلع کشور را ملّی کرد.

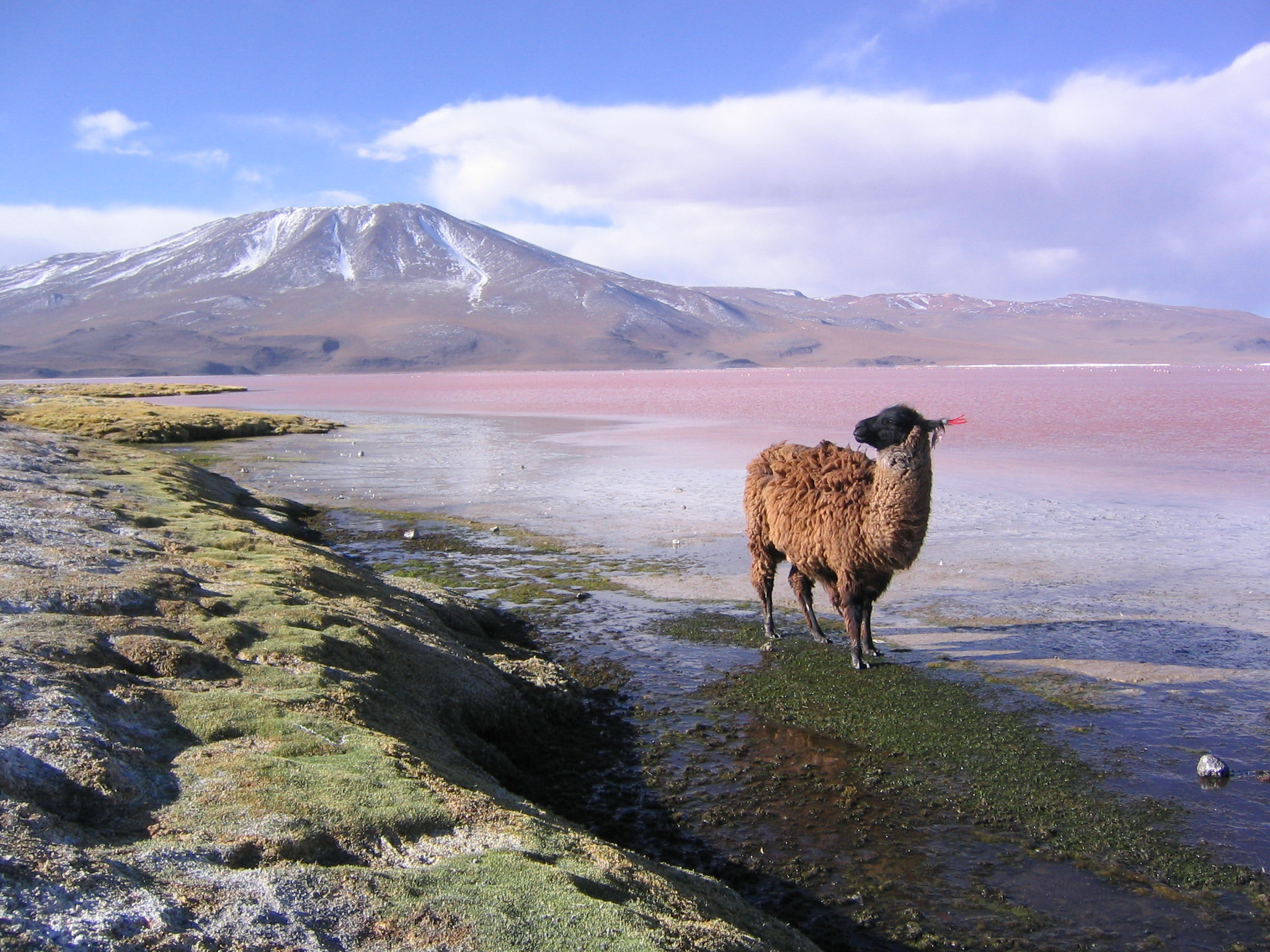
لاما یکی از نمادهای جلگه بولیوی است.

دوازده سال بی نظمی و بی قانونی باعث تقسیم شدن حزب MNR گردید. در سال ۱۹۶۴، یک دیکتاتور نظامی، رئیس‌جمهور پازاستنسورو را در اواخر سومین دوره فعالیتش از کار بر کنار کرد. مرگ رئیس‌جمهور رنه بارینتوس در سال ۱۹۶۶ بود، منجر به توالی دولتهای ضعیف گردید. با توجه به بی نظمی‌های عمومی و افزایش اعتراضات مردمی، ارتش، MNR و سایر احزاب کلنل (ژنرال آینده) هوگو بانزر سوئارز را در سال ۱۹۷۱ به رئیس جمهوری انتخاب کردند. بانزر با حمایت MNR از سال ۱۹۷۱ تا ۱۹۷۴ قدرت را در دست داشت. در پی جرایی بین اعضای ائتلاف، بانزر نیروهای مسلح را جایگزین افراد غیرنظامی‌کرد و فعالیت‌های سیاسی را به حالت تعویق در آورد. در طول ریاست جمهوری بانزر، رشد اقتصادی بسیار گسترده بود ولی حقوق بشر، خشونت و بحران‌های مالی باعث کاهش حمایت از او شد. او مجبور شد تا در سال ۱۹۷۸ انتخابات را برگزار کند و دوباره بولیوی وارد دوران تازه‌ای از آشفتگی سیاسی گردید.

## دولتهای نظامی: کارسیا مزا و سیلز زوازو (۱۹۷۸)
انتخابات سال‌های ۱۹۷۹ و ۱۹۸۱ به علت تقلب، ناتمام باقی‌ماند. در آن سال‌های گروه‌های کودتایی، ضد کودتایی و دولت محافظه کار فعالیت داشتند. در سال ۱۹۸۰، ژنرال لویس گارسیا مزا تجادا، کودتایی خشونت‌آمیز و ظالمانه انجام داد که مورد حمایت مردمی واقع نشد. او با وعده اینکه فقط یک سال قدرت را در دست خواهد داشت، مردم را آرام کرد. (پس از پایان سال او در یک برنامه تلویزیونی اعلام کرد که از حمایت مردمی برخوردار است و گفت "بوئنومی کوئدو" یا "بسیار خوب: من در رأس کار باقی می‌مانم" (و پس از مدتی بر کنار شد) دولت او به خاطر نقص حقوق بشر، دادوستد مواد مخدر و مدیریت غلط اقتصادی بد نام بود و در دوران ریاست جمهوری او، تورم که بعدها اقتصاد بولیوی را فلج کرد، بسیار محسوس بود. وی پس از مدتی به جرم قتل دستگیر شد، سپس برزیلی‌ها او را تحویل مقامات بولیوی دادند و نهایتاً محکوم به ۳۰ سال حبس با اعمال شاقه در سال ۱۹۹۵ گردید.
پس از شورش نظامی که گارسیا مزا را در سال ۱۹۸۱ بر کنار کرد، دولت نظامی دیگر در طی ۱۴ ماه با مشکلات روبه افزایش بولیوی درگیر بودند. ناآرامی‌ها ارتش را مجبور کرد تا کنگره بولیوی را تشکیل دهد و اجازه انتخاب یک مدیر اجرایی جدید را به آن‌ها بدهد. در اکتبر ۱۹۸۲، بیست و دو سال پس از اولین دوران مسئولیتش در ۱۹۵۶-۶۰ هرنان سیلز زوازو دوباره رئیس‌جمهور شد. تنش‌های اجتماعی که به خاطر عدم مدیریت اقتصادی و انحراف رهبری شدیدتر می‌شد. او را مجبور کرد که از قدرت چشم پوشی کند و انتخابات را یکسال زودتر از موعد برگزار کند.

## سانچزدی لوزادا و بانزر: آزاد کردن اقتصاد (۱۹۹۳)
سانچز دی لوزادا سیاست تغییر ساختار اجتماعی و اقتصادی را با جدیت در پیش گرفت. یکی از بزرگ‌ترین اقدامات وی برنامه جمع‌آوری سرمایه بود که باعث شد سرمایه‌گذاران، که اکثراً خارجی بودند، مالکیت و مدیریت %۵۰ از بنگاه‌های اقتصادی عمومی مانند شرکت نفت ایالتی سیستم ارتباطات سیار، خطوط هواپیمایی، راه آهن و تجهیزات الکتریکی را در دست بگیرند. اصلاحات و بازسازی اقتصاد مورد مخالفت برخی اقشار جامعه بود که گاهی شکایات اعتراض‌آمیزی مخصوصاً در لاپاز و منطقه رشد کوکا در چاپاره، در سال‌های ۱۹۹۴ تا ۱۹۹۶ ارائه می‌کردند. دولت سانچز دی لوزادا سیاستی را در پیش گرفت که نیروی انسانی در اختیار کسانی بگذار که به‌طور داوطلبان اقدام به ریشه کن کردن گیاه کوکا در منطقه چاپاره می‌کردند. این سیاست باعث کاهش تولید کوکا شد، ولی در اواخر دهه ۹۰ میلادی، بولیوی یک سوم کوکای مورد نیاز دنیا که به کوکائین تبدیل می‌شد را تولید می‌کرد.

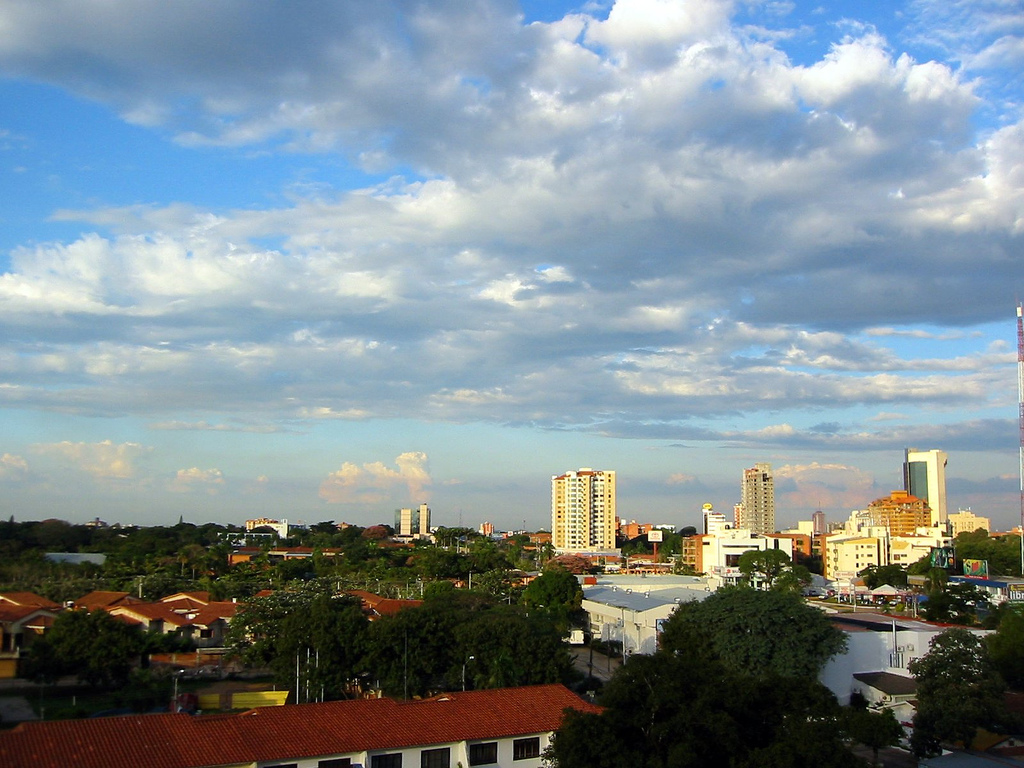
سانتاکروز د لا سیرا

طی این سال‌ها، سازمان حمایت از کارگران بولیوی (COB)، در رقابت کردن با سیاست‌های دولت کاملاً ناتوان بود. اعتصاب معلمان در سال ۱۹۹۵ شکست خورد زیرا COB نتوانست حمایت اعضایش را از جمله کارگران کارخانجات و ساختمان‌سازی رهبری کند. دولت از قوانین نظامی نیز استفاده کرد تا بتواند بی نظمی‌های ایجاد شده توسط معلمان را به حداقل برساند. معلمان که توسط حزب ثروت اسکای رهبری می‌شدند. یکی از جنگ طلب‌ترین اعضای COB بودند. سقوط آن‌ها ضربه بزرگی به COB در سال ۱۹۹۶ گرفتار اختلافات داخلی و درگیری‌های درونی گردید.
در انتخابات ۱۹۹۷، ژنرال هوگو بانزر، AND و دیکتاتور سابق (۱۹۷۸-۱۹۷۱) %۲۲ آراء را از آن خود کرد در حالیکه کاندیدای MNR، %۱۸ آراء را به‌دست آورد. ژنرال بانزر ائتلافی از احزاب CONDEPA،UCS،MIR،AND تشکیل داد که اکثریت را در کنگره بولیوی در اختیار داشتند. کنگره او را به‌عنوان رئیس‌جمهور انتخاب کرد و او کارش را از ۶ اوت ۱۹۹۷ شروع کرد. در هنگام رقابت انتخابات، ژنرال با نزر قول داده بود که استفاده خصوصی از شرکت نفت ایالتی را به حالت تعویق در آورد. با توجه به موقعیت ضعیف بولیوی در تعاملات بین‌المللی، این امر غیرممکن به نظر می‌رسید.
دولت بانزر سیاست‌های بازار آزاد و خصوصی سازی را دنبال می‌کرد و نسبتاً رشد اقتصادی خوبی را در اواسط دهه ۹۰ و تا سال سوم دوران ریاستش به‌دست آورد. پس از آن عوامل منطقه‌ای، جهانی و داخلی باعث کاهش رشد اقتصادی گردید. بحران‌های مالی در آرژانتین و برزیل، کاهش قیمت جهانی صادرات کالا و کاهش بازار کار در بخش کوکا، اقتصاد بولیوی را تحت تأثیر قرار داد. میزان فسادهای بخش دولتی نیز زیاد شده بود. این عوامل منجر به افزایش اعتراضات اجتماعی در نیمه دوم دوره انتصاب بانزر گردید.
بارنز، در ابتدای دوران ریاست جمهوری، نیروی پلیس ویژه‌ای را ایجاد کرد تا کاشت غیرقانونی کوکا را در ناحیه چاپاره ریشه کن کنند. این سیاست باعث شد که تولید کوکا در بولیوی به مدت ۴ سال کاهش چشمگیری پیدا کند، تا حدی که بولیوی تولیدکننده کوکای کمتری برای تولید کوکائین گردید. افرادی که به خاطر ریشه کن شدن کوکا، بیکار شده بودند به شهرها هجوم آوردند. حزب MIR به رهبری ژامی پاز زامورا، هم پیمان دولت بانزر باقی‌ماند و از این سیاست حمایت کرد.
در ۶ اوت ۲۰۰۱، بانزر پس از ابتلا به سرطان از مقام خود استعفا داد. او کمتر از یک سال بعد فوت کرد. معاون بانزر که در آمریکا تحصیل کرده بود به نام جورج فرناندو کوئیروگا رامیرز، سال پایانی دوران ریاست جمهوری او را به اتمام رساند. کوئیروگا از کار کردن در سازمان‌های ملی در سال ۲۰۰۲ منع شده بود، ولی او می‌تواند در سال ۲۰۰۷ این کار را انجام دهد.

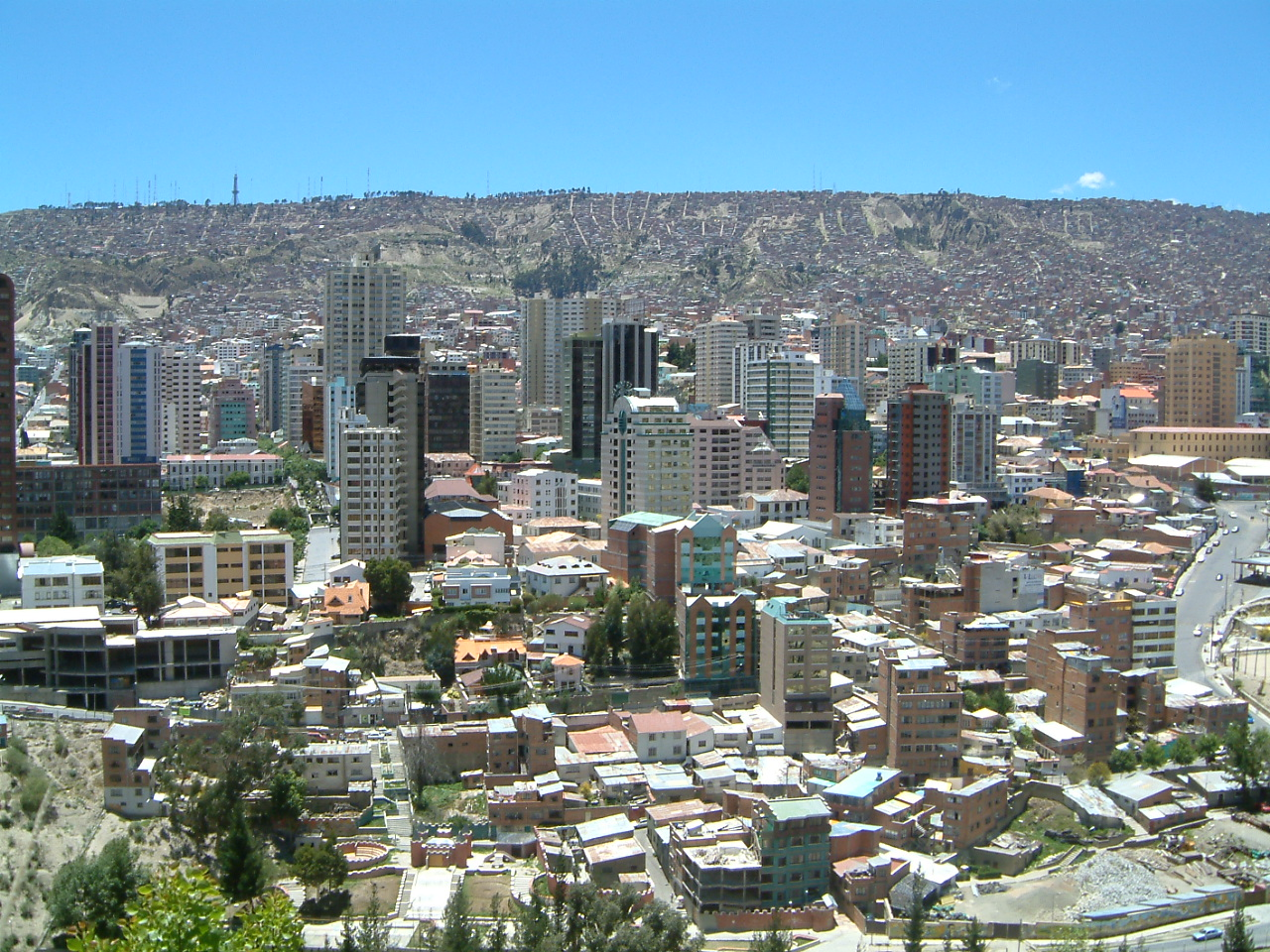
مرکز استان لاپاز

در انتخابات ملی ژوئن ۲۰۰۲، رئیس‌جمهور اسبق، گونزالو سانچز دی لوزادا (MNR) با %۵/۲۲ آراء در رتبه اول قرار گرفت و به دنبال او رهبر حزب کارگر ملی او مورالز (از جنبش به سوی سوسیالیسم MAS) با %۹/۲۰ آراء در مکان دوم قرار گرفت. مورالز با کسب کردن تنها ۷۰۰ رأی بیشتر از کاندیدای مردمی، ما نفرد رئیس ویلا، از حزب نیروی جمهوری جدید (NFR) جایگاهی را در دوره دوم انتخابات در کنگره علیه سانچزی دی لوزادا در تاریخ ۴ اوت ۲۰۰۲ به‌دست آورد.
پس از توافق بین حزب MIR،MNR که رتبه چهارم را به‌دست آورده بود، و توسط رئیس‌جمهور سابق، پاز زامورا، رهبری می‌شد، کنگره مجدداً سانچز دی لوزادا را انتخاب کرد و وی در ۶ اوت برای دومین بار مراسم سوگند را به جای آورد. MNR سه هدف را دنبال می‌کرد: فعالیت مجدد اقتصادی (و ایجاد کار)، سیاست‌های ضد فساد سیاسی و مشارکت اجتماعی.